# 1000-woningenplan

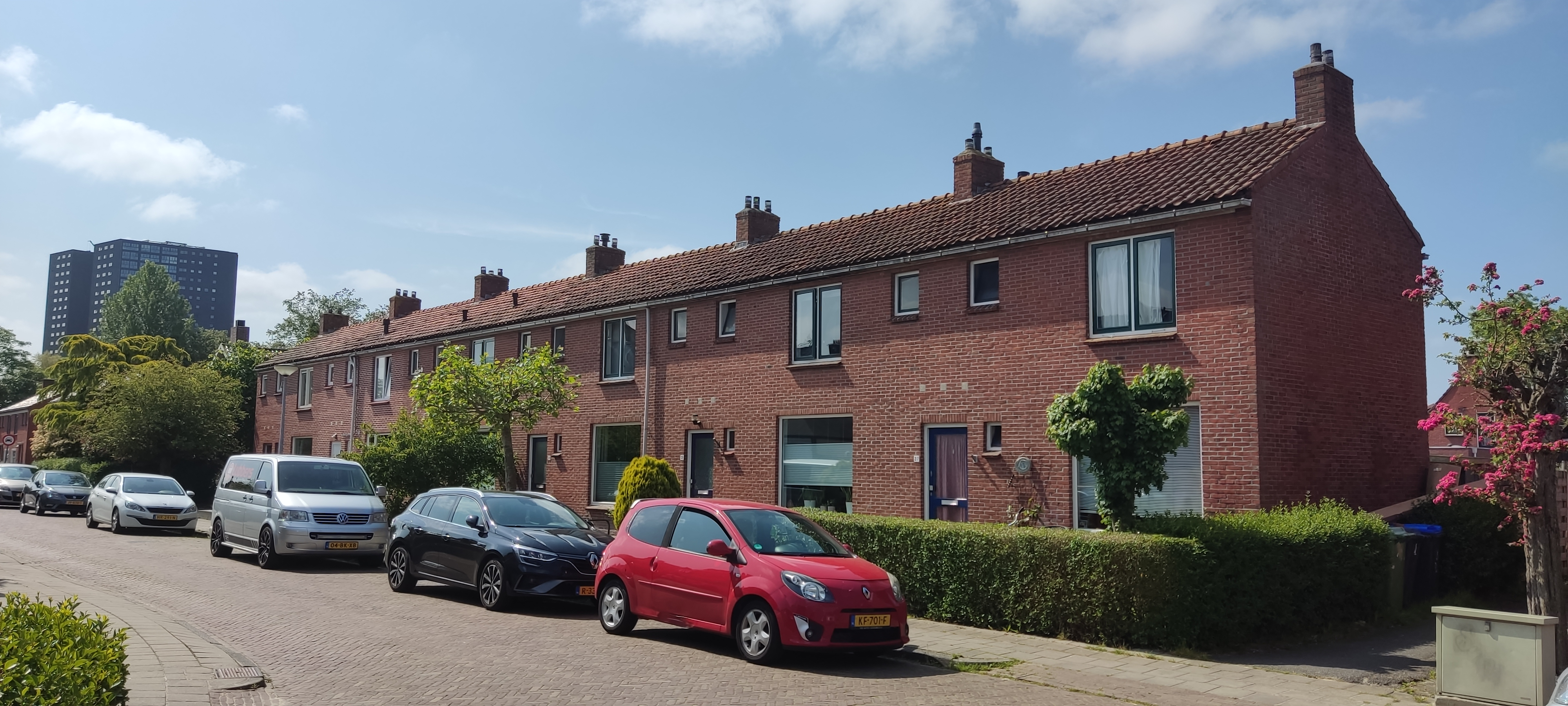
Huizen uit het plan in de P. Waijerstraat in Groningen

Het 1000-woningenplan was een plan uit de wederopbouw om 1000 identieke woningen te bouwen in de provincie Groningen. Het plan was afkomstig van Huibert Ottevanger, burgemeester van Ulrum van 1946 tot 1960. Ulrum was dan ook, samen met Hoogezand en Delfzijl, een van de drie gemeentes waar het eerst gebouwd werd. Op 16 oktober 1950 werd de eerste steen gelegd. In totaal deden 31 toenmalige gemeentes mee en werden er 1102 huizen gebouwd. Ontwerp en uitvoering vonden plaats onder verantwoordelijkheid van architectenbureau Kuiler en Drewes te Groningen, in het bijzonder de architecten Jan Adam Por (1921-1967) en Pieter Mient Hoekstra (1922-2010). Om de eenheid te bewaken waren niet meer dan twee aannemersfirma's geselecteerd: Freij & Mulder te Stadskanaal en B. Hoogakker te Appingedam. De huizen zijn te herkennen aan drie vierkante witte stenen boven de voordeur. Vanwege veranderende woonwensen en -eisen zijn inmiddels (anno 2022) ruim 800 van deze woningen gesloopt.

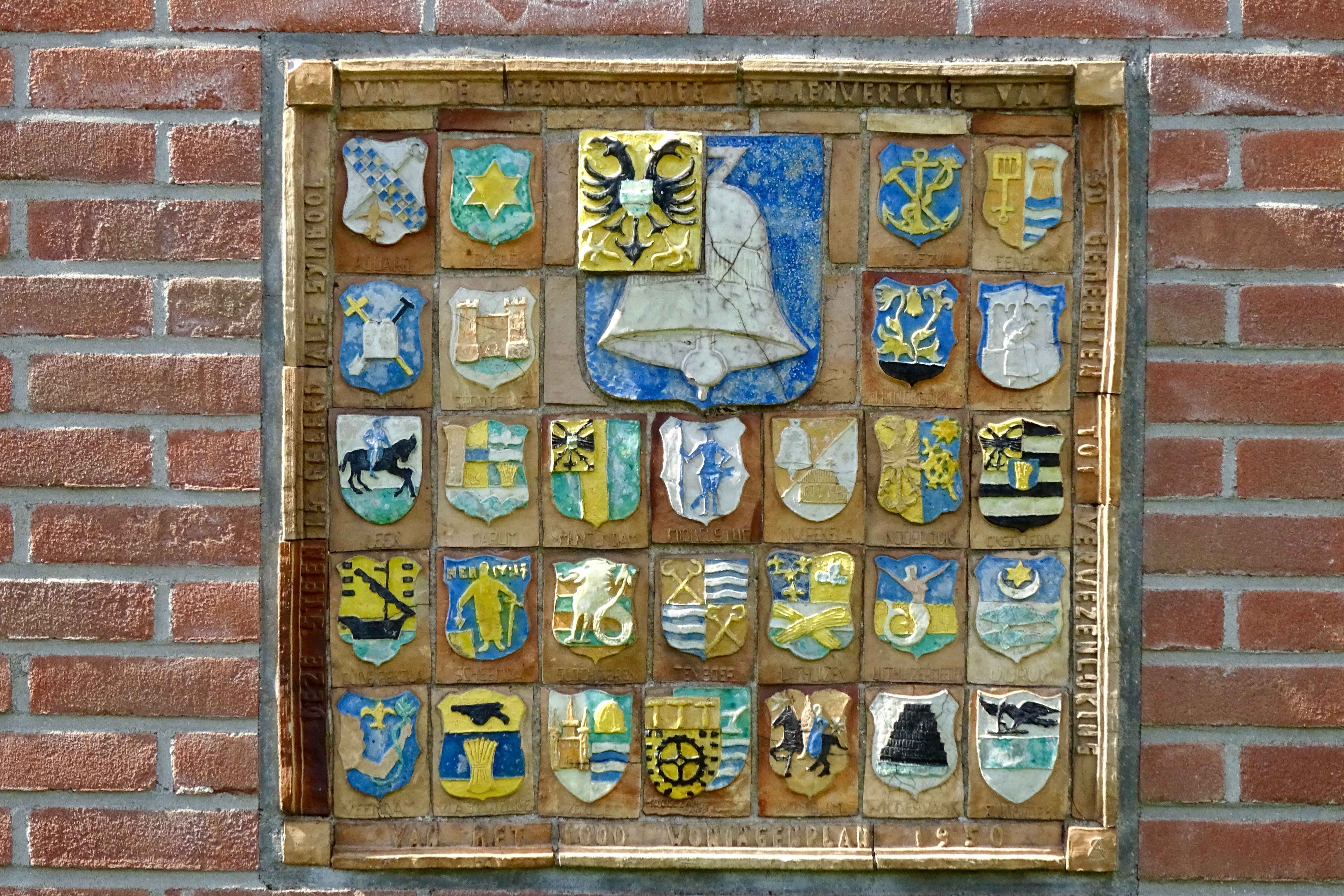
Tegeltableau van de gemeente Haren

Anno Smith maakte voor elke gemeente een tegeltableau met daarop de wapens van alle deelnemende gemeentes, met de eigen gemeente in het groot.

## Nog bestaande woningen
- P. Waijerstraat, Groningen (gemeente Noorddijk)
- Noorderstraat, Hoogkerk (gemeente Hoogkerk)
- Van Panhuyslaan, Leek (gemeente Leek)
- Hanne Bruininghstraat, Musselkanaal (gemeente Onstwedde)